# Euderus lindemani
Euderus lindemani är en stekelart som beskrevs av Fursov 1997. Euderus lindemani ingår i släktet Euderus och familjen finglanssteklar.
Artens utbredningsområde är Kazakstan. Inga underarter finns listade i Catalogue of Life.